# Dendrosenecio keniodendron
Dendrosenecio keniodendron là một loài thực vật có hoa trong họ Cúc. Loài này được (R.E.Fr. & T.C.E.Fr.) B.Nord. mô tả khoa học đầu tiên năm 1978.